# Walter von Funke
Walter von Funke (* 18. August 1832 in Königsberg (Preußen); † 10. Dezember 1900 in Berlin) war ein deutscher Agrarwissenschaftler.

## Leben und Wirken
Funke, Sohn eines Kaufmanns, studierte ab 1852 Volks- und Landwirtschaft in Königsberg (Preußen), Hohenheim und in Berlin, absolvierte zwischenzeitlich eine landwirtschaftliche Lehre auf verschiedenen Gutsbetrieben und erhielt 1862 eine Anstellung als Dozent an der Landwirtschaftlichen Akademie in Proskau. Er hielt Vorlesungen über Wirtschaftslehre des Landbaus, Tierzucht, landwirtschaftliche Maschinenkunde und Geschichte der Landwirtschaft.
1865 folgte er einem Ruf an die Land- und Forstwirtschaftliche Akademie Hohenheim, die Vorgängereinrichtung der heutigen Universität Hohenheim. Hier vertrat er die gleichen Fachgebiete wie in Proskau. Seine besondere Liebe galt der landwirtschaftlichen Betriebslehre. Aufgrund seiner 1867 veröffentlichten programmatischen Schrift „Betrachtungen über die Wirthschaftsorganisation von Landgütern im Lichte der neueren landwirthschaftlichen Naturforschung“ wurde er 1868 von der Universität Tübingen zum Doktor der Staatswissenschaften promoviert.
In Hohenheim verfasste Funke sein bedeutendstes Werk unter dem Titel „Grundlagen einer wissenschaftlichen Versuchstätigkeit auf größeren Landgütern zur Förderung der Wirtschaftslehre des Landbaues und zur Erweiterung der Agrarstatistik“. In dieser 250 Druckseiten umfassenden Abhandlung, die er als Festschrift von der Akademie Hohenheim 1877 der Universität Tübingen anlässlich ihres 400-jährigen Jubiläums überbrachte, hat er die Leitgedanken seines agrarökonomischen Lehrgebäudes dargelegt und Wege aufgezeigt, wie Wissenschaft und Praxis in enger Zusammenarbeit einen erfolgreichen Landbau gestalten können.
Nach fünfzehnjähriger erfolgreicher Tätigkeit in Hohenheim folgte er im Frühjahr 1881 einem Ruf als ordentlicher Professor an die Universität Breslau, wo ihm die Direktion des neu einzurichtenden Landwirtschaftlichen Instituts übertragen wurde. Auf eigenen Wunsch ließ er sich 1890 von seinen Amtspflichten entbinden. Seitdem lebte er in Berlin. Von der Philosophischen Fakultät der Universität Breslau erhielt er 1891 die Würde eines Ehrendoktors. Bereits 1877 hatte ihm der König von Württemberg den persönlichen Adelstitel verliehen. Im Jahr 1887 wurde er zum Mitglied der Leopoldina gewählt.

## Bücher und Schriften
- Über den Capitalcharakter des Grundeigenthums. Zur Kritik der Lehre von der Grundrente. Verlag Trewendt Breslau 1863.
- Die Entwickelung der deutschen Landwirthschaft während der letzten zehn Jahre und der gegenwärtige Stand der Landwirthschaftslehre. Antrittsrede, gehalten am 30. October 1865 bei Beginn der Lehrthätigkeit an der Königlichen Württembergischen land- und forstwirthschaftlichen Akademie Hohenheim. Stuttgart 1866.
- Ehemals und Jetzt in der Landwirthschaft. Ein populär-wissenschaftlicher Vortrag, gehalten zu Stuttgart im Saale des Königsbaues am 13. April 1867. Stuttgart 1867.
- Betrachtungen über die Wirthschaftsorganisation von Landgütern im Lichte der neueren landwirthschaftlichen Naturforschung. Ein Programm, ausgegeben am 20. November 1867 bei der 49. Jahresfeier zur Gründung der Königlichen Württembergischen land- und forstwirthschaftlichen Akademie Hohenheim. Verlag Wörner Stuttgart 1867.
- Ueber Untergrundsdüngung auf einem Untergrunds-Düngepflug. Grundlagen zu einer neuen Methode der Tiefcultur. Verlag Wiegandt & Hempel Berlin 1872.
- Der höhere landwirthschaftliche Unterricht in Württemberg. Verlag Müller Stuttgart 1873.
- Grundlagen einer wissenschaftlichen Versuchsthätigkeit auf grösseren Landgütern zur Förderung der Wirthschaftslehre des Landbaues und zur Erweiterung der Agrarstatistik. Festschrift zum vierhundertjährigen Jubiläum der K. Eberhard-Karls-Universität in Tübingen, dargebracht von der Königl. land- und forstwirthschaftlichen Akademie Hohenheim durch den Verfasser Prof. Dr. Walter Funke. Verlag Wiegandt, Hempel & Parey Berlin 1877.